# Szabla Karola Wielkiego
Szabla Karola Wielkiego, Szabla Attyli, Miecz Attyli — szabla w typie wschodnim, będąca wyrobem węgierskim z IX-XII wieku. Według legend rzekoma zdobycz Karola Wielkiego na Awarach lub dar od kalifa Bagdadu Haruna ar-Raszida.
Przypuszczalne insygnium niektórych władców węgierskich: Gejzy, a następnie Stefana I i jego syna Emeryka.
Charakteryzuje się otwartą rękojeścią zwieńczoną dużą kulistą głowicą, trzonie mocno nachylonym w kierunku ostrza i krótkim jelcem o lekko opuszczonych w dół ramionach (zwieńczonych kulisto). Klinga długości 75,8 cm, jest mało zakrzywiona i ma bardzo długie obosieczne pióro. Okucia, zarówno rękojeści jak i drewnianej pochwy, są wykonane ze srebrnej blachy w bogaty stylizowany ornament roślinny i obciągnięte rybią skórą płaszczki (Trigon sephon).
Na dwór niemiecki, gdzie dano jej drugą nazwę, trafiła ze skarbca króla Węgier Andrzeja I. Obecnie broń ta znajduje się w zbiorach Muzeum Historii Sztuki w Wiedniu.